# Anselme Isambert
Anselme Isambert (* 16. Jahrhundert in Thouars; † 16. Jahrhundert) war ein französischer Jurist und Dichter.

## Leben und Werk
Anselme Isambert war Anwalt am Parlement von Paris. 1564 erschien von ihm eine juristische Facharbeit in lateinischer Sprache (mit Widmung an Michel de L’Hospital). 1568 veröffentlichte er zwei französisch gedichtete Eklogen und widmete sie König  Karl IX. und seiner Mutter Katharina von Medici. Vier Jahre vor der Bartholomäusnacht drückte er darin seine Zuversicht des vom König herbeigeführten Religionsfriedens im Dialog zweier Hirten aus. Seine Hirtengedichte fügen sich in eine poetische Mode ein, die gleichzeitig von den protestantischen Dichtern Louis Des Masures (Eglogue spirituelle, 1568) und Étienne Valancier (Bergerie spirituelle, 1568) sowie von dem Katholiken Jean Willemin (Eclogue du Verbe divin, 1573) gepflegt wird.

## Werke
- Dialogi duo de transactionibus apud Pandectas. 1564.
- Éclogue de deux bergers de France qui entre autres choses se réjouissent de la pacification des troubles. 1568.
- Seconde éclogue des deux bergers de France sur l’excellence du roy, et blazon des fleurs de lis de la maison de France... avec une épistre latine envoyée à Monsieur de Thou, premier président. 1568.
- Éclogve de Devx Bergers de France sur l’excellence & immortalité de l’ame raisonnable. 1577.